# Aurora Delgado
Aurora Delgado (Mayarí, 1950) es una cantante cubana.
Se considera una artista versátil, que interpreta boleros, baladas, jazz y blues.

## Biografía

### Infancia
Aurora Delgado Medina nació en una aldea llamada Camilo Cienfuegos, cerca del aeropuerto Preston, de la localidad Central Azucarero Guatemala (antes un batey llamado Preston, a orillas de la encerrada bahía de Nipe), a 12 km al norte de Mayarí, pequeña ciudad a 86 km al este de Holguín, la Ciudad de los Parques (que se encuentra a 700 km al sureste de La Habana).
A los nueve años de edad, Aurora Delgado ―en esa época llamada Loly― se fue de su pueblo natal hacia la capital, donde estudió y desarrolló parte de su profesión.

### Trayectoria como artista
En 1985 ―a los 35 años de edad― inició su vida profesional como artista exclusiva del cabaret Bayamo, en la ciudad de Bayamo.

Comencé en 1985. Trabajé en el cabaret Bayán, de la ciudad de Bayamo. A fines de los años noventa me establecí en la capital, donde fui contratada por la empresa Adolfo Guzmán, a la que pertenezco.
Aurora Delgado

Durante los siguientes 12 años recorrió cantando el oriente y el centro de la isla.
Ha actuado en teatros, plazas y trincheras de combatientes de las FAR y el MININT (Ministerio del Interior).
Ha trabajado junto a importantes figuras de la música cubana como la gran vedette Rosita Fornés (1923-) y dirigida por grandes directores artísticos como el maestro Raúl de la Rosa (1958-).
En 1997 volvió a vivir en La Habana, donde fue contratada por la empresa Adolfo Guzmán e inscrita en su catálogo nacional.
Gracias a ese trabajo en la Guzmán llegó a la competencia del programa competitivo Fama y aplausos, de la televisión nacional, donde resultó una de las finalistas. La visibilidad que ganó allí la llevó a una gira de más de un año hasta las islas caribeñas de Martinica ―donde recibió la Medalla de la Ciudad― y Guadalupe, primero acompañada por La Sonora Matancera y después como solista.
Trabajó en el cabaret Las Vegas (en La Habana). Posee un repertorio musical de más de 600 canciones: de Nino Bravo, José José, Rocío Jurado, Juan Arrondo, José Antonio Méndez...
En la televisión se presentó en programas como Fama y aplausos, De tú a tú, Dedicado a…, y Boleros de oro.
En 2007 se estableció en Holguín presentándose en diversos escenarios, en la radio y la televisión.
Es profesora honoraria adjunta de la Escuela de Hotelería y Turismo «Nuevos Horizontes».
El 4 de abril del 2010 cerró con su actuación el festival por el 465 aniversario de la fundación del Hato de San Isidoro de Holguín con el gran concierto «Punto de Partida» por su 25 años de vida artística.
Lo presentó varias veces en varias localidades de Cuba. El 28 de agosto de 2010 se presentó ante 3000 personas en la plaza del central Guatemala y el 30 de agosto de 2010 en la plaza Martín Meléndez Pitaluga de Mayarí, para cerrar las actividades del verano.
La acompañaron Dhaniel y Kadir Soria, los dos hijos de Aurora y vocalistas que se abren paso en el mundo musical de la ciudad cubana de los parques.
En el escenario de la plaza Martín Meléndez Pitaluga, en Mayarí, Aurora Delgado fue nombrada embajadora de la música de esta localidad.
En septiembre de 2010 se presentó como solista en Holguín en el cierre de la gala «En cualquier lugar, Almeida», realizada en la sala Alberto Dávalos, del teatro Suñol, en Holguín, dedicada al comandante de la Revolución cubana Juan Almeida Bosque (1927-2009), en ocasión de conmemorarse un año de su fallecimiento. Aurora Delgado ―secundada por todo el elenco― interpretó emotivamente “La Lupe”.
En su activismo contra la discriminación, Aurora Delgado Medina se presentó junto con Ludes María, y trasformistas como Britney, Anel, Carmen, Dalila, Shastelin, Brandy, Moraima y Dorian y abogaron por eliminar la homofobia como forma de violencia y discriminación.
En 2013 presentó el espectáculo «Punto de partida» por sus 25 años de carrera artística. Lo estrenó en su pueblo natal, Guatemala. Participaron sus dos hijos, Danhiel y Kadir Soria, bailarines y baladistas de Codanza, dirigidos por la coreógrafa Maricel Godoy.
Se presenta regularmente en la Casa de Iberoamérica (en Holguín). y en lugares nocturnos como La Caverna de Los Beatles y el Jazz Club.

## Distinciones[10]
- Raúl Gómez García, miembro del Catálogo de Excelencia de la empresa Adolfo Guzmán.
- Mérito Operación Caguairán, entregada por el viceministro de las FAR y general de cuerpo de Ejército Ramón Espinosa Martín.
- Medalla del 51.º aniversario del Desembarco del Granma.
- Distinción «Corazón de la Nostalgia»[11]